# P-v diagram

Cyklus plynové turbíny s Braytonovým cyklem s jeho p-v a T-s diagramem

Cyklus s Clausiusovým-Rankinovým oběhem v p-v diagramu

p-v diagram, diagram tlak–měrný objem nebo též tlakový diagram je stavový diagram  zobrazující závislost tlaku plynu na jeho měrném objemu. Na vodorovnou osu se vynáší měrný objem (m3.kg−1) na svislou osu tlak (Pa). Používá se pro vizualizaci termodynamických dějů a tepelných oběhů v uzavřených i otevřených systémech.

## Porovnání p-v a p-V diagramu
Diagram tlak–objem (p-V) je volbou svých souřadnic vázaný na velikost stroje. Diagramy strojů pracujících za jinak stejných podmínek se stejnými termodynamickými procesy se nedají přímo porovnat, pokud mají tyto stroje různé pracovní objemy. Tento nedostatek se při používaní diagramů tlak–měrný objem (p-v) nevyskytuje, volba měrného objemu jako nezávislé proměnné umožňuje porovnání různé velkých strojů.
Jinak jsou p-v a p-V diagramy podobné a umožňují stejné interpretace (s přihlédnutím k rozdílu absolutního/měrného objemu):
1. Každý bod v p-v diagramu určuje jednoznačně stav zkoumaného plynu. Například pro ideální plyn ze stavové rovnice ideálního plynu vyplývá: {\displaystyle T={\frac {p.v}{r}}}
2. Spojité čáry v p-v diagramu zobrazují různé termodynamické děje, pomocí kterých se zkoumaný plyn dostane z jednoho stavu do druhého. Základní termodynamické děje mají charakteristický průběh čar, stejný jako v p-V diagramu.
3. Plošný obsah uzavřené plochy v p-V diagramu je úměrný měrné práci.